# Gelsey Kirkland
Gelsey Kirkland (29 de diciembre de 1952) es una bailarina estadounidense. Inició sus estudios de ballet en la School of American Ballet. Kirkland ingresó al New York City Ballet en 1968 a los 15 años, por invitación de George Balanchine. Fue ascendida a bailarina solista en 1969 y a principal en 1972. Continuó realizando papeles principales en muchos de las obras de Balanchine, Jerome Robbins y Antony Tudor, incluida la reposición de El pájaro de fuego de Balanchine, las Variaciones Goldberg de Robbins y The Leaves are Fading de Tudor.
Balanchine volvió a coreografiar su versión de El pájaro de fuego de Stravinski especialmente para ella. Dejó el New York City Ballet para unirse al American Ballet Theatre en 1974 como bailarina principal.
Kirkland apareció en el rol de Clara Stahlbaum en la producción televisada de Mijaíl Barýshnikov de 1977 de El cascanueces, en la que Barýshnikov también actuó como el rol principal. Dejó el American Ballet Theatre en 1984.

## Infancia y educación
Kirkland nació el 29 de diciembre de 1952 en Bethlehem, Pensilvania. Su padre, Jack Kirkland, fue un dramaturgo que escribió las adaptaciones de Broadway de Tobacco Road y Tortilla Flat. Su madre, Nancy Hoardley, era actriz. Su hermana, Johnna Kirkland, también fue bailarina y estudió en la School of American Ballet y bailó con el New York City Ballet.
Mientras estuvo con el New York City Ballet de 1968 a 1974, Kirkland bailó en roles como solista y principal en varios ballets, incluidos Concerto Barocco, The Cage, Irish Fantasy, Symphony in C, La Source, Theme and Variations, Tarantella, Harlequinade, The Nutcracker. y Danzas en una reunión.

## Carrera
Kirkland ingresó al American Ballet Theatre en 1974 y actuó como bailarina principal en varios ballets clásicos. Apareció en la portada de la revista Time del 1 de mayo de 1978. En 1986, se retiró de los escenarios y se convirtió en maestra de ballet, coreógrafa y entrenadora.
En 2006, fue galardonada con el Premio de la revista Dance Magazine.
En 2007, Kirkland, Chernov y el director artístico del American Ballet Theatre, Kevin McKenzie, crearon una nueva producción de La bella durmiente de Chaikovski, en la que, tras una ausencia de los escenarios de más de 20 años, ella bailó el papel de "Carabosse, el Hada Malvada". En 2010, Kirkland y Chernov fundaron la Gelsey Kirkland Academy of Classical Ballet (GKACB), donde se desempeñaron como codirectores artísticos. Luego crearon la compañía Gelsey Kirkland Ballet. La compañía de ballet presentó ballets clásicos en Nueva York. La empresa finalmente cerró.

### Libros
La primera autobiografía de Kirkland, Dancing on My Grave (1986), escrita junto a su entonces esposo Greg Lawrence, fue un libro de memorias que narra su transformación artística de la "bailarina bebé" de George Balanchine a una de las bailarinas más aclamadas de su generación. El libro describe en detalle sus luchas con los problemas de su familia, la rivalidad entre hermanos, la anorexia, la bulimia, las cirugías plásticas, la adicción a las drogas, su búsqueda de la perfección artística y sus complicadas aventuras amorosas con Mijaíl Barýshnikov y muchos otros hombres, la mayoría de los cuales conoció en el mundo del ballet. Dancing on My Grave estaba dedicada a Joseph Duell, un bailarín del New York City Ballet que se suicidó ese mismo año, en 1986, con la esperanza de "que el grito de ayuda aún pudiera ser escuchado".
La segunda autobiografía de Kirkland, The Shape of Love (1990), trata sobre su mudanza a Inglaterra para bailar con The Royal Ballet, sus intentos de comenzar de nuevo con su primer marido y su regreso al American Ballet Theatre con una pizarra limpia y un perspectiva renovada de la vida. Bailó Romeo y Julieta con Anthony Dowell y La Bella Durmiente con Stephen Jeffries.
En 1993, Kirkland y su esposo finalmente colaboraron nuevamente en un libro para niños, The Little Ballerina and Her Dancing Horse, sobre una niña que ama el ballet pero que tal vez no pueda seguir bailando si sigue montando su caballo Sugar.
- Kirkland, Gelsey; Lawrence, Greg (1986). Dancing on My Grave. Garden City, New York: Doubleday and Company. ISBN 0-385-19964-3.
- Kirkland, Gelsey; Lawrence, Greg (1990). The Shape of Love: The Story of Dancing on My Grave Continues. New York, New York: Doubleday and Company, Inc. ISBN 0-385-24918-7.

## Vida personal
Kirkland vive en Maine con su segundo esposo, el bailarín, coreógrafo y maestro Michael Chernov, quien también estuvo en ABT.